# Liegi-Bastogne-Liegi 1931
La Liegi-Bastogne-Liegi 1931, ventunesima edizione della corsa, fu disputata il 9 giugno 1931 per un percorso di 213 km. Fu vinta dal belga Alfons Schepers, giunto al traguardo in 7h23'26" alla media di 28,435 km/h, precedendo i connazionali Marcel Houyoux e Jules Deschepper. 
I corridori che portarono a termine la gara tagliando il traguardo di Liegi furono in totale 23.

## Ordine d'arrivo (Top 10)
| Pos. | Corridore        | Squadra        | Tempo    |
| ---- | ---------------- | -------------- | -------- |
| 1    | Alfons Schepers  | La Française   | 7h23'26" |
| 2    | Marcel Houyoux   | -              | s.t.     |
| 3    | Jules Deschepper | -              | s.t.     |
| 4    | Jules Goedhuys   | -              | s.t.     |
| 5    | Erich Ussat      | -              | s.t.     |
| 6    | Jean Wauters     | Alcyon-Dunlop  | s.t.     |
| 7    | Georges Lemaire  | -              | s.t.     |
| 8    | Julien Vervaecke | Alcyon-Dunlop  | a 4"     |
| 9    | Alfons Deloor    | Dilceta-Wolber | a 6'49"  |
| 10   | Jan Meeuwis      | -              | a 8'02"  |